# Kupa e Shqipërisë 2023-2024
La Kupa e Shqipërisë 2023-2024 è stata la 72ª edizione della coppa nazionale albanese, iniziata il 27 settembre 2022 e terminata il 14 maggio 2024.
L'Egnatia è la squadra campione in carica, avendo conquistato il trofeo per la prima volta nella sua storia. Si è riconfermato campione nella finale del 14 maggio 2024, sconfiggendo il Kukësi per conquistare la sua seconda coppa nazionale.

## Squadre partecipanti
Alla coppa partecipano 44 squadre:
| Kategoria Superiore 2023-2024                                                                                  | Kategoria e Parë 2023-2024 | Kategoria e Dytë 2023-2024 |
| - Dinamo Tirana - Egnatia - Erzeni - Laçi - Partizani Tirana - Kukësi - Skënderbeu - Teuta - Tirana - Vllaznia | - Apolonia Fier - Besa Kavajë - Burreli - Bylis Ballsh - Elbasani - Flamurtari Valona - Kastrioti - Korabi - Lushnja - Luzi 2008 - Tomori - Vora | - Adriatiku - Albanët - Besëlidhja - Butrinti - Delvina - Devolli - Gramshi - Iliria - Labëria - Luftëtari - Maliqi - Murlani - Naftetari Kucove - Oriku - Pogradeci - Shënkolli - Shkumbini - Sopoti - Tërbuni Pukë - Turbina Cërrik - Valbona - Veleçiku |

## Calendario
Il programma del torneo è il seguente.
| Turno            | Andata              | Ritorno            |
| ---------------- | ------------------- | ------------------ |
| Preliminare      | 27 settembre 2023   | 27 settembre 2023  |
| Primo turno      | 17-18 ottobre 2023  | 17-18 ottobre 2023 |
| Secondo turno    | 6 dicembre 2023     | 6 dicembre 2023    |
| Ottavi di finale | 24 gennaio 2024     | 24 gennaio 2024    |
| Quarti di finale | 20-21 febbraio 2024 | 5-6 marzo 2024     |
| Semifinali       | 3 aprile 2024       | 24 aprile 2024     |
| Finale           |                     |                    |

## Turno preliminare
Partecipano a questo turno 8 squadre provenienti dalla Kategoria e Dytë.
| 27 settembre 2023 |                 |           |
| Murlani           | 2 – 2 (8-7 dtr) | Gramshi   |
| Shkumbini         | 2 – 1           | Albanët   |
| Delvina           | 3 – 0           | Maliqi    |
| 28 settembre 2023 |                 |           |
| Iliria            | 2 – 0           | Adriatiku |

## Primo turno
Partecipano a questo turno 32 squadre:
- 2 squadre dalla Kategoria Superiore
- 12 squadre dalla Kategoria e Parë
- 14 squadre dalla Kategoria e Dytë
- 4 vincitrici del turno preliminare

| 18 ottobre 2023   |                 |                  |
| Flamurtari Valona | 2 – 0           | Luftëtari        |
| Besëlidhja        | 0 – 3           | Elbasani         |
| 18 ottobre 2023   |                 |                  |
| Bylis Ballsh      | 4 – 1           | Murlani          |
| Kastrioti         | 3 – 2           | Shkumbini        |
| Skënderbeu        | 3 – 0           | Delvina          |
| Dinamo Tirana     | 3 – 0           | Iliria           |
| Tomori            | 1 – 0           | Shënkolli        |
| Korabi            | 4 – 0           | Devolli          |
| Apolonia Fier     | 4 – 0           | Naftetari Kucove |
| Luzi 2008         | 3 – 2           | Butrinti         |
| Besa Kavajë       | 3 – 2           | Sopoti           |
| Lushnja           | 3 – 0           | Labëria          |
| Burreli           | 1 – 1 (5-4 dtr) | Valbona          |
| Oriku             | 2 – 0           | Pogradeci        |
| Turbina Cërrik    | 4 – 0           | Veleçiku         |
| Tërbuni Pukë      | 2 – 4           | Vora             |

## Secondo turno
Al secondo turno prendono parte le 16 squadre vincitrici del primo turno.
| 6 dicembre 2023   |                 |                |
| Bylis Ballsh      | 2 – 2 (3-2 dtr) | Vora           |
| Kastrioti         | 2 – 3           | Elbasani       |
| Skënderbeu        | 4 – 0           | Turbina Cërrik |
| Dinamo Tirana     | 2 – 0           | Oriku          |
| Flamurtari Valona | 2 – 0           | Burreli        |
| Tomori            | 0 – 3           | Lushnja        |
| Korabi            | 2 – 2 (5-4 dtr) | Besa Kavajë    |
| Apolonia Fier     | 2 – 1           | Luzi 2008      |

## Terzo turno
Al terzo turno prendono parte le 8 squadre vincitrici del secondo turno e le prime 8 classificate della Kategoria Superiore 2022-2023.
| 24 gennaio 2024  |       |                   |
| Partizani Tirana | 3 – 1 | Apolonia Fier     |
| Tirana           | 3 – 0 | Korabi            |
| Egnatia          | 2 – 0 | Lushnja           |
| Vllaznia         | 4 – 0 | Flamurtari Valona |
| Laçi             | 1 – 0 | Dinamo Tirana     |
| Teuta            | 2 – 0 | Skënderbeu        |
| Kukësi           | 1 – 0 | Elbasani          |
| Erzeni           | 2 – 1 | Bylis Ballsh      |

## Quarti di finale
| 20 febbraio / 5 marzo 2024 |                 |                  |       |             |
| Kukësi                     | 1 – 1 (5-3 dtr) | Partizani Tirana | 0 – 1 | 1 – 0       |
| 20 febbraio / 6 marzo 2024 |                 |                  |       |             |
| Teuta                      | 1 – 1 (5-6 dtr) | Tirana           | 0 – 0 | 1 – 1       |
| 21 febbraio / 5 marzo 2024 |                 |                  |       |             |
| Laçi                       | 1 – 4           | Egnatia          | 0 – 1 | 1 – 3       |
| 21 febbraio / 6 marzo 2024 |                 |                  |       |             |
| Erzeni                     | 3 – 7           | Vllaznia         | 2 – 1 | 1 – 6 (dts) |

## Semifinali
| 3 aprile / 24 aprile 2024 |       |          |       |             |
| Kukësi                    | 2 – 1 | Tirana   | 2 – 0 | 0 – 1       |
| Egnatia                   | 2 – 1 | Vllaznia | 1 – 0 | 1 – 1 (dts) |

## Finale
| Arbitro: | Juxhin Xhaja |

|  |           |            |
|  | Marcatori | 38’ Ndreca |